# 福寿村
福寿村（ふくじゅむら）はかつて岐阜県羽島郡に存在した村である。
現在の羽島市北西部、現在の羽島市福寿町○○である。村名は、この地域に存在した郷「福島郷」「大寿郷」から一文字ずつ取った合成地名である。
西は長良川、北は逆川に挟まれた輪中地帯である。
羽島市となった後、1964年（昭和39年）に東海道新幹線岐阜羽島駅が開業。徐々にではあるが、開発が進んでいる。

## 歴史
- かつてこの地域は尾張国葉栗郡であったが、1586年（天正14年）の大洪水により木曽川の流れが大きく変わり、この地域は美濃国に編入され、羽栗郡となる。
- 江戸時代後期、この地域は尾張藩領であった。
- 1897年（明治30年）4月1日[1] - 羽栗郡と中島郡が合併して羽島郡となる。
- 1897年（明治30年）4月1日 - 本郷村、平方村、間島村、浅平村が合併し、福寿村になる。
- 1954年（昭和29年）4月1日 - 正木村、足近村、小熊村、竹ヶ鼻町、上中島村、下中島村、江吉良村、堀津村、桑原村と合併し羽島市が発足。同日福寿村廃止。

## 学校
- 福寿村立福寿小学校（現・羽島市立福寿小学校）
- 組合立竹鼻中学校（現・羽島市立竹鼻中学校）